# Lelu (site archéologique)
Pour les articles homonymes, voir Lelu (homonymie).

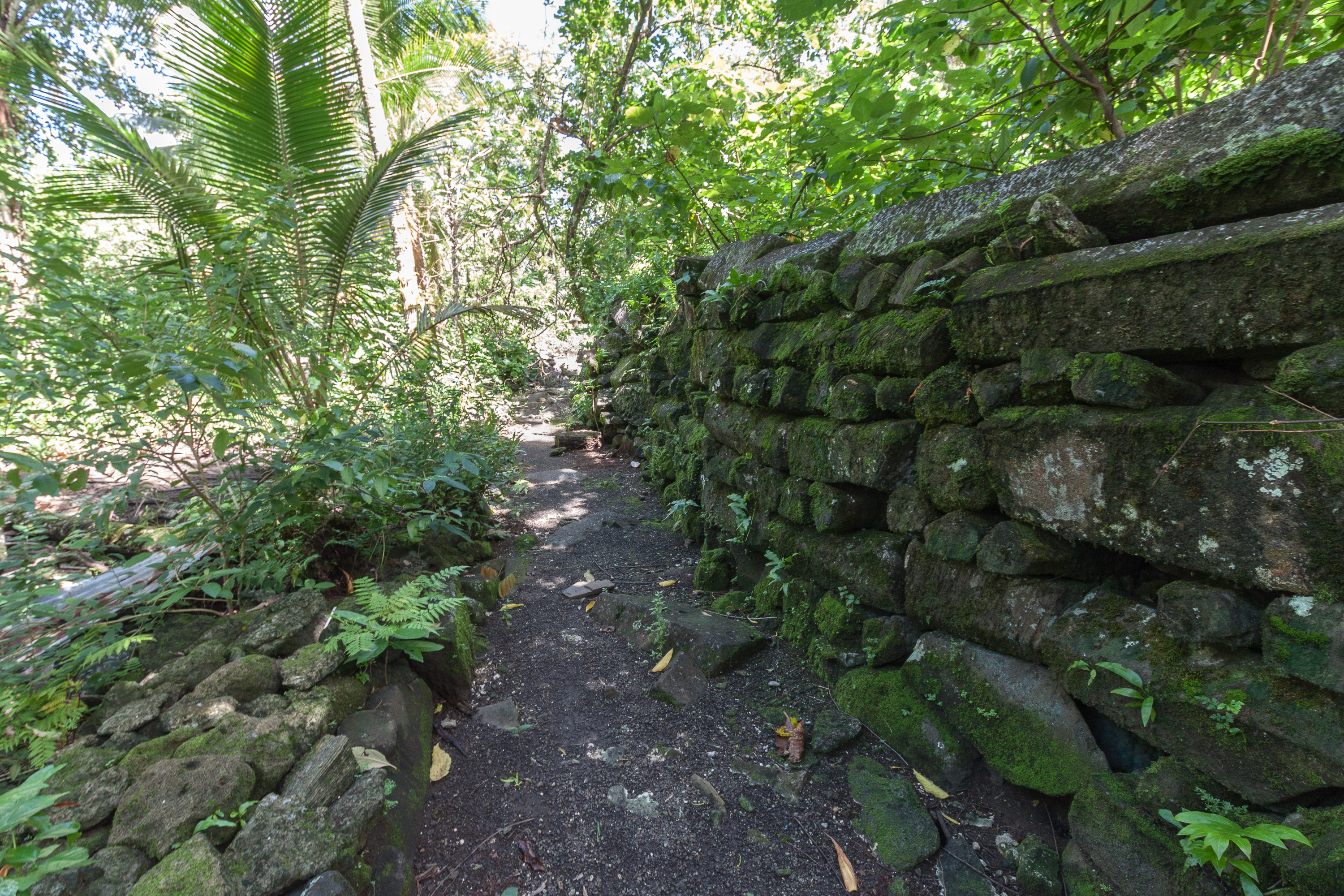
Mur d'enceinte de la cité de Lelu

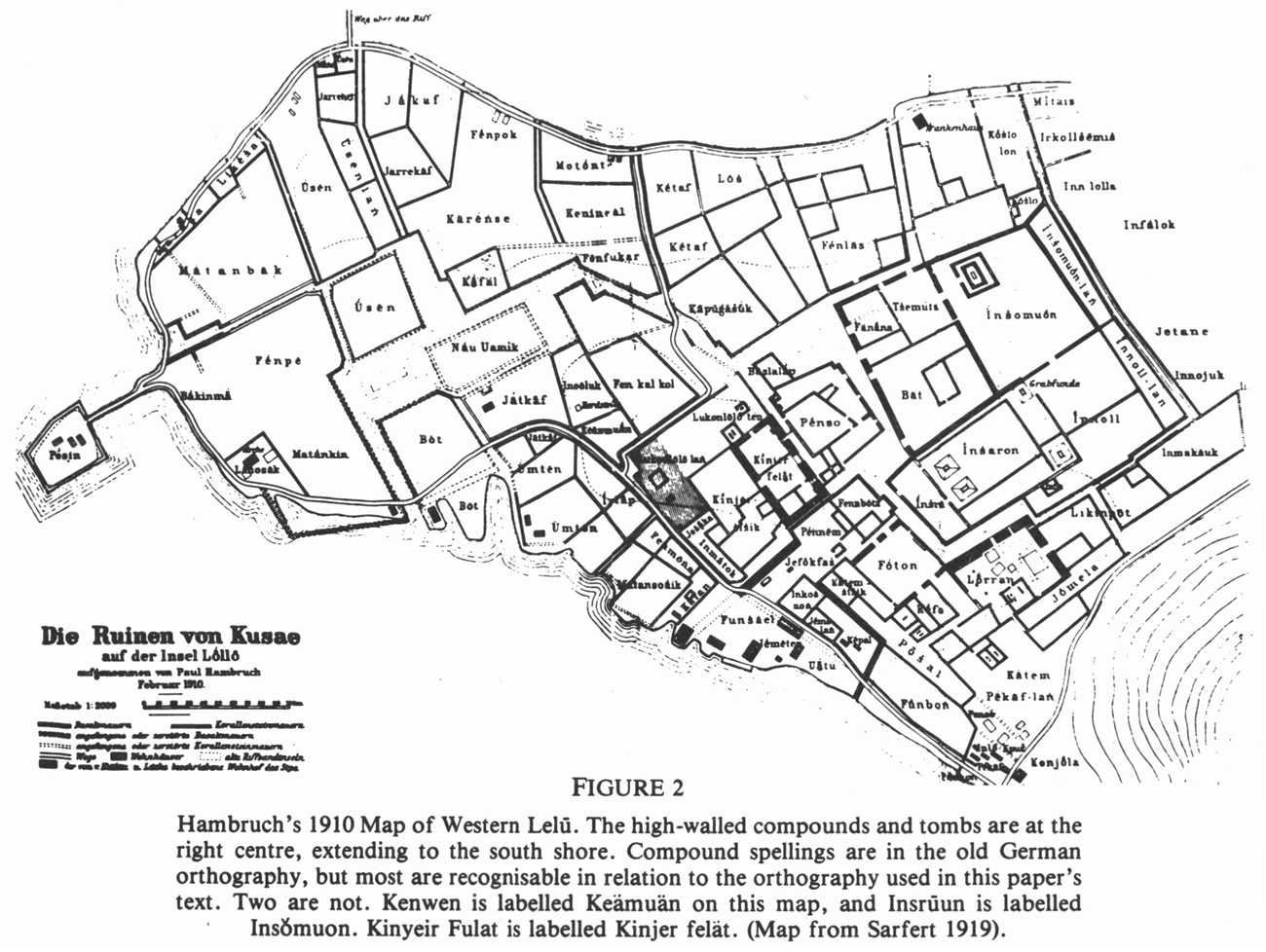
Plan du site archéologique micronésien de Lelu (île de Kosrae)

Les ruines de la cité de Lelu (ou « Leluh » en anglais) constituent un vestige archéologique d'importance pour les États fédérés de Micronésie comme pour la région Pacifique. Ce site archéologique est situé sur l'île de Lelu dans la municipalité éponyme appartenant à l'État de Kosrae.
Ce sont les vestiges d'une importante civilisation qui a connu son apogée aux environs des XIVe siècle et XVe siècle.
Les dirigeants de Lelu ont petit à petit conquis et donc unifié l'île de Kosrae. Depuis cette capitale, ils dirigèrent l'île selon une monarchie que les archéologues pensent proche des royaumes tongien ou hawaïen.
La ville proprement dite est en blocs de corail et de basalte. Elle se compose de logements, de tombes royales et d'espaces sacrés. Les logements regroupaient le roi, sa famille, la haute et la basse aristocratie et bien entendu la population roturière. Les matériaux employés pour la construction des logements dépendaient de la classe sociale ; il en va de même pour la situation spatiale des habitants : au centre le roi et la haute aristocratie derrière de hauts murs de basalte (proches de ceux de Nan Madol), à l'ouest la basse aristocratie dans de modestes maisons de corail et le reste de la population dans de simples masures.
Au moment des contacts européens, la population de Kosrae est estimée à 6 000 personnes ; elle chutera à 200 en 1870. Dans la suite de la colonisation et au XXe siècle particulièrement, le site archéologie sera en partie démoli, les matériaux durs étant réemployés.